# Philemon meyeri
Philemon meyeri là một loài chim trong họ Meliphagidae.